# Den standhaftige tinsoldat (film fra 1928)
 For alternative betydninger, se Den standhaftige tinsoldat. (Se også artikler, som begynder med Den standhaftige tinsoldat)
Den standhaftige tinsoldat er en dansk stumfilm fra 1928 instrueret af Karl Wieghorst.

## Handling
En tegnefilmsudgave af H.C. Andersens berømte eventyr om den standhaftige tinsoldat, der forelsker sig i en dansende ballerina, kommer ud på eventyr og omsluttes af kærlighedens flammer til slut.
Filmen er fuld af sjove scener med levende legetøj. Den er både filmet og instrueret af Karl Wieghorst, der også fotograferede flere tegnefilm for Robert Storm Petersen, bedre kendt som Storm P.